# Miles and Miles
Miles and Miles è un singolo della cantante statunitense Chanel West Coast, pubblicato il 29 ottobre 2014. È stato scritto da Chanel West Coast e Richard Velonskis (Rich Skillz), il quale è anche il produttore.

## Video musicale
Il video musicale è stato reso disponibile con l'uscita del singolo, il 29 ottobre 2014, ed è stato diretto da Jonathan Andrade.

## Tracce
1. Miles and Miles – 3:16